# Always Remember Us This Way
"Always Remember Us This Way" là bài hát từ bộ phim 2018 Vì sao vụt sáng và album nhạc phim cùng tên, được biểu diễn bởi ca sĩ-diễn viên của phim, Lady Gaga.

## Bảng xếp hạng

### Bảng xếp hạng theo tuần
| Bảng xếp hạng (2018–19)                  | Vị trí cao nhất |
| ---------------------------------------- | --------------- |
| Úc (ARIA)                                | 12              |
| Áo (Ö3 Austria Top 40)                   | 25              |
| Bỉ (Ultratop 50 Flanders)                | 10              |
| Bỉ (Ultratop 50 Wallonia)                | 5               |
| Canada (Canadian Hot 100)                | 26              |
| Cộng hòa Séc (Rádio Top 100)             | 20              |
| Cộng hòa Séc (Singles Digitál Top 100)   | 17              |
| Denmark (Tracklisten)                    | 13              |
| Estonia (IFPI)                           | 19              |
| Euro Digital Songs (Billboard)           | 5               |
| France (SNEP)                            | 18              |
| Đức (GfK)                                | 84              |
| Greece Digital Songs (IFPI Greece)       | 21              |
| Hungary (Rádiós Top 40)                  | 25              |
| Hungary (Single Top 40)                  | 2               |
| Hungary (Stream Top 40)                  | 18              |
| Iceland (Tonlist)                        | 1               |
| Ireland (IRMA)                           | 3               |
| Italy (FIMI)                             | 41              |
| Luxembourg Digital Songs (Billboard)     | 2               |
| Malaysia (RIM)                           | 16              |
| Hà Lan (Dutch Top 40)                    | 16              |
| Hà Lan (Single Top 100)                  | 30              |
| New Zealand (Recorded Music NZ)          | 14              |
| Norway (VG-lista)                        | 7               |
| Bồ Đào Nha (AFP)                         | 10              |
| Scotland (OCC)                           | 4               |
| Singapore (RIAS)                         | 29              |
| Slovakia (Rádio Top 100)                 | 8               |
| Slovakia (Singles Digitál Top 100)       | 4               |
| South Korea International Digital (Gaon) | 52              |
| Tây Ban Nha (PROMUSICAE)                 | 91              |
| Thụy Điển (Sverigetopplistan)            | 10              |
| Thụy Sĩ (Schweizer Hitparade)            | 7               |
| Thụy Sĩ (Media Control Romandy)          | 1               |
| Anh Quốc (OCC)                           | 25              |
| Hoa Kỳ Billboard Hot 100                 | 41              |

### Bảng xếp hạng cuối năm
| Bảng xếp hạng (2018)              | Vị trí |
| --------------------------------- | ------ |
| Hungary (Single Top 40)           | 36     |
| Bảng xếp hạng (2019)              | Vị trí |
| Australia (ARIA)                  | 98     |
| Belgium (Ultratop Flanders)       | 20     |
| Belgium (Ultratop Wallonia)       | 13     |
| Denmark (Tracklisten)             | 32     |
| France (SNEP)                     | 32     |
| Hungary (Single Top 40)           | 12     |
| Netherlands (Dutch Top 40)        | 56     |
| Netherlands (Single Top 100)      | 76     |
| New Zealand (Recorded Music NZ)   | 36     |
| Norway (VG-lista)                 | 12     |
| Portugal (AFP)                    | 60     |
| Sweden (Sverigetopplistan)        | 25     |
| Switzerland (Schweizer Hitparade) | 12     |
| US Digital Song Sales (Billboard) | 32     |

## Chứng nhận và doanh số
| Quốc gia                                                    | Chứng nhận  | Số đơn vị/doanh số chứng nhận |
| ----------------------------------------------------------- | ----------- | ----------------------------- |
| Úc (ARIA)                                                   | Bạch kim    | 70.000‡                       |
| Bỉ (BEA)                                                    | Bạch kim    | 40.000‡                       |
| Đan Mạch (IFPI Đan Mạch)                                    | Bạch kim    | 90.000‡                       |
| Pháp (SNEP)                                                 | Kim cương   | 333.333‡                      |
| Ý (FIMI)                                                    | Bạch kim    | 50.000‡                       |
| New Zealand (RMNZ)                                          | Bạch kim    | 30.000‡                       |
| Na Uy (IFPI)                                                | 3× Bạch kim | 180.000‡                      |
| Bồ Đào Nha (AFP)                                            | 2× Bạch kim | 20.000‡                       |
| Anh Quốc (BPI)                                              | Bạch kim    | 600.000‡                      |
| Hoa Kỳ (RIAA)                                               | Bạch kim    | 1,000,000‡                    |
| ‡ Chứng nhận dựa theo doanh số tiêu thụ và phát trực tuyến. |             |                               |

## Lịch sử phát hành
| Vùng           | Ngày                 | Định dạng                | Nhãn      | Chú thích |
| -------------- | -------------------- | ------------------------ | --------- | --------- |
| Vương quốc Anh | 24 tháng 11 năm 2018 | Adult contemporary radio | Polydor   | [ 63 ]    |
| Ý              | 4 tháng 1 năm 2019   | Contemporary hit radio   | Universal | [ 64 ]    |